# Ploceus melanocephalus
El tejedor cabecinegro (Ploceus melanocephalus) es una especie de ave paseriforme de la familia Ploceidae que vive principalmente en África Occidental y Central. 

## Descripción

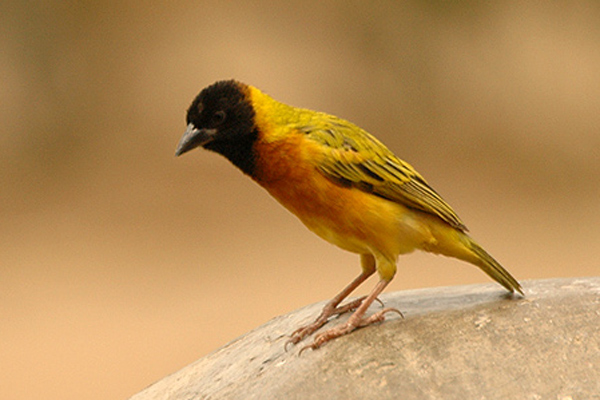
Macho.

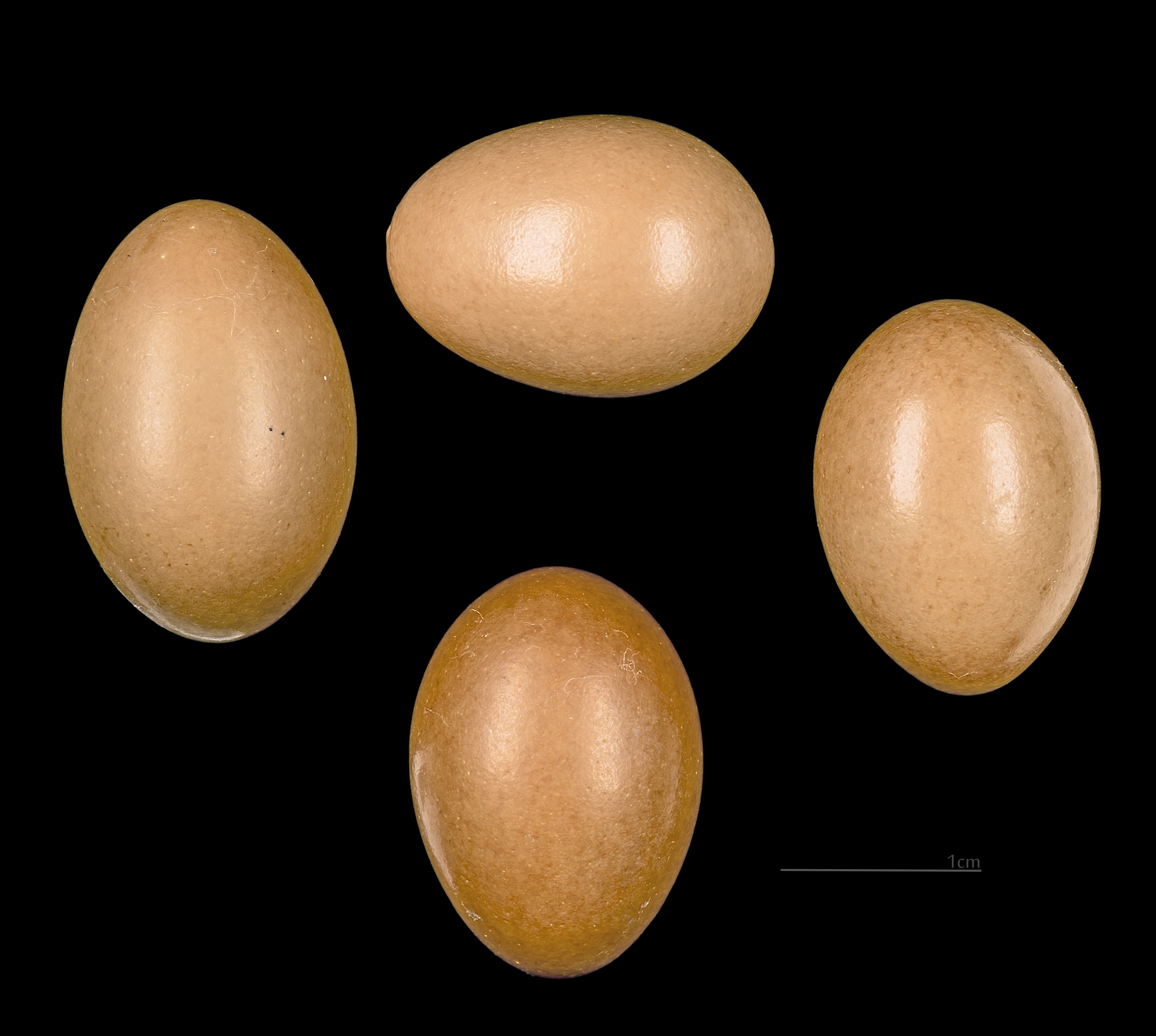
Huevos de Ploceus melanocephalus

El tejedor cabecinegro mide alrededor de 11 cm de largo. Presenta un gran dimorfismo sexual. El plumaje reproductivo del macho es en su mayor parte amarillo intenso, con vetas oliváceas en la espalda, como su cola, y tiene listas negruzcas en las alas. Su cabeza es de color negro, excepto su nuca que es amarilla, que se extiende por su garganta hasta la parte superior de su pecho, donde muestra una extensa mancha castaña. Su pico cónico también es negro. En cambio las hembras tiene las partes inferiores pardo amarillentas con vetas oscuras y las inferiores blanquecinas. Presentan una lista superciliar clara y su pico es grisáceo.

## Distribución
Se encuentran principalmente en África Occidental y Central, aunque también vive alrededor de la región de los grandes lagos y en el norte de Etiopía y Eritrea. Habita exclusivamente en las proximidades del agua, a lo largo de los ríos y junto a los lagos y pantanos.

## Taxonomía
La especie fue descrita científicamente por Linneo en su obra Systema Naturae de 1758.
Se reconocen cinco subespecies:
- Ploceus melanocephalus capitalis (Latham, 1790);
- Ploceus melanocephalus dimidiatus (Salvadori y Antinori 1873);
- Ploceus melanocephalus duboisi (Hartlaub, 1886);
- Ploceus melanocephalus fischeri (Reichenow, 1887);
- Ploceus melanocephalus melanocephalus (Linnaeus, 1758).

P. m. victoriae propuesta por Ash en 1986 ahora se piensa que era un híbrido entre P. melanocephalus y P. castanops.